# ویکتوریا (استرالیا)
ویکتوریا (در زبان انگلیسی: Victoria) ایالتی است واقع در جنوب شرق کشور استرالیا. مرکز ایالت ویکتوریا شهر ملبورن است. ویکتوریا پرتراکم‌ترین ایالت استرالیا است (از نظر جمعیتی) و دومین ایالت استرالیا از نظر تعداد ساکنان می‌باشد. بیشتر جمعیت ویکتوریا در نواحی مجاور خلیج Port Philip زندگی می‌کنند. این منطقه شامل پایتخت و بزرگ‌ترین شهر این ایالت Melbourne می‌شود. ملبورن دومین شهر بزرگ استرالیا می‌باشد.

## تاریخ
پیش از سکونت اروپائیان در استرالیا، تعداد زیادی از بومیان ابورجینال (Koori) در ناحیه ای که اینک ویکتوریا بخشی از آن است زندگی می‌کردند. با اعلام الحاق استرالیا به پادشاهی انگلستان، در سال ۱۷۸۸ ویکتوریا به عنوان قسمتی از ایالت نیو ساوت ولز شکل گرفت. پس از ایجاد مستعمره نیو ساوت ولز توسط بریتانیا در سال ۱۷۷۸، کم‌کم جمعیت اروپائیان به دیگر مناطق سرزمین استرالیا مهاجرت کردند.
نخستین گروه از ساکنان ویکتوریا در بندر پرتلند در غرب این ایالت ساکن شدند.
در سال ۱۸۳۵ بنای شهر ملبورن نهاده شد اما ایجاد مستعمره مستقل ویکتوریا در سال ۱۸۵۱ توسط بریتانیا اعلام شد.
از همین سال با اکتشاف طلا در این ایالت سیل مهاجران از دیگر کشورها به ویژه ایرلند و چین به این منطقه سرازیر شد و ملبورن و ویکتوریا هم به لحاظ جمعیت و هم صنعت و بازرگانی، توسعه فراوانی یافتند؛ به گونه‌ای که این شهر موسوم به «ملبورن حیرت‌آور»، به بزرگ‌ترین شهر امپراتوری بریتانیا پس از لندن تبدیل گشت.
در سال ۱۹۰۱ با اعلام استقلال استرالیا، ویکتوریا به عنوان یکی از ایالتهای مستقل اعلام و ملبورن به پایتختی این کشور برگزیده شد. هرچند در سال ۱۹۲۷، شهر نوساختهٔ کانبرا پایتخت استرالیا گردید.
امروزه ملبورن به عنوان مرکز فرهنگی-هنری و ورزشی کشور و نیز قطب علمی، صنعتی و بازرگانی استرالیا به حساب می‌آید.

## جغرافیا و جمعیت
این ایالت از شمال به نیو ساوت ولز، از غرب به استرالیای جنوبی و از جنوب به دریاهای آزاد محدود است.
بلندترین نقطه آن کوه بوگونگ با ارتفاعی کمتر از دوهزار متر و پست‌ترین جای آن کرانه‌های جنوبی است که هم‌سطح دریاست.
مساحت این ایالت ۲۳۷ هزار کیلومتر مربع است که از سرزمینهای کوچک استرالیا به حساب می‌آید اما جمعیت آن در سال ۲۰۰۶ بیش از پنج میلیون و یکصد هزار نفر برآورد شده که دومین ایالت پرجمعیت استرالیا به حساب می‌آید.

## شهرهای ویکتوریا
مرکز ویکتوریا، شهر بزرگ ملبورن است که دومین شهر استرالیا به حساب می‌آید. از دیگر شهرهای مهم این ایالت می‌توان به اینها اشاره کرد:
- بالارات Ballarat
- بندیگو Bendigo
- لاتروب Latrobe City
- بنالا Benalla

## دانشگاه‌های ایالت ویکتوریا و خارج از ملبورن
- دانشگاه دیکن
- Federation University Australia

## گردشگاه‌ها
- صخره‌های دوازده حوّاری
- جزیره فیلیپ
- جاده بزرگ اقیانوسی
- دره یارا

## نگارخانه

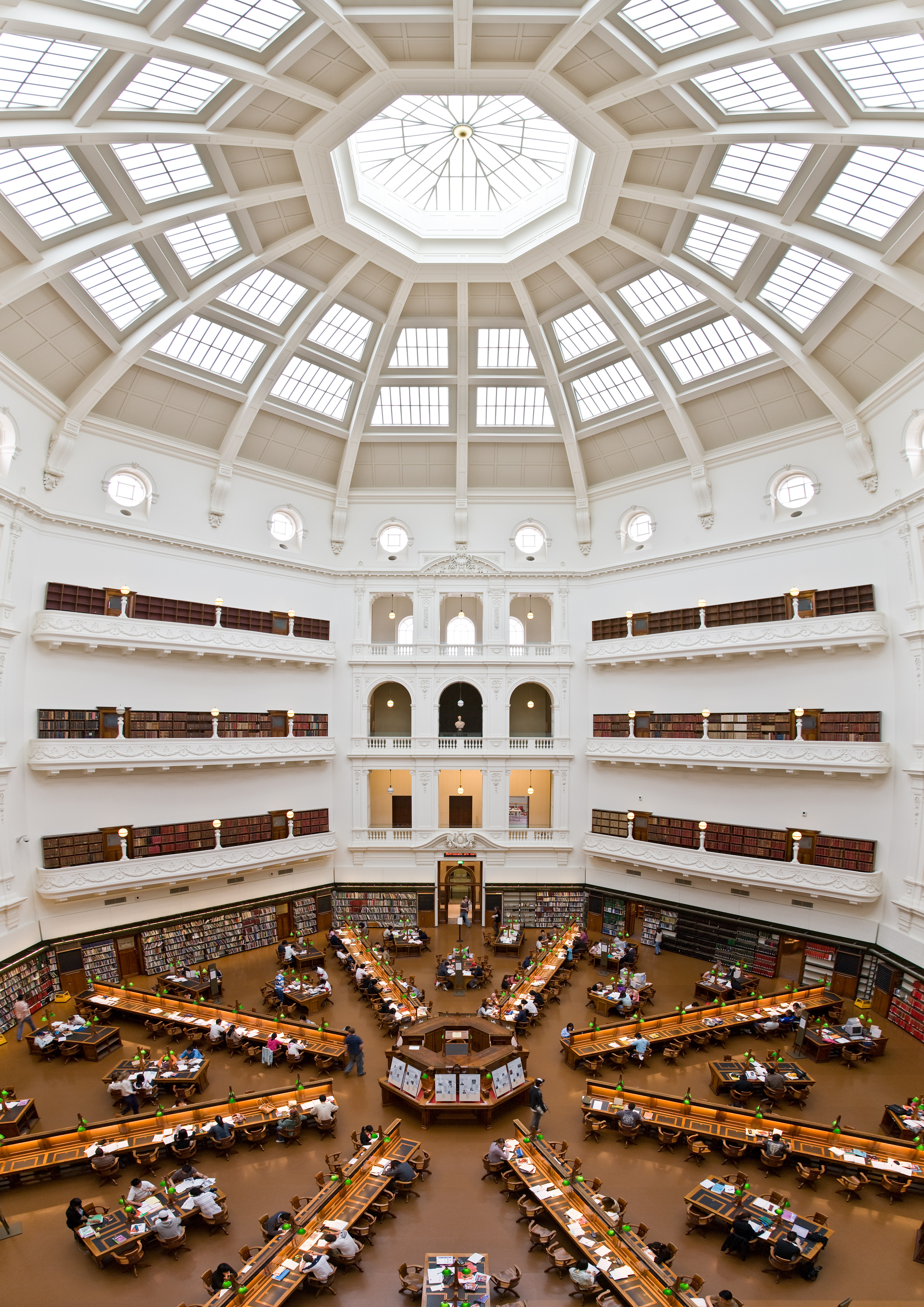
کتابخانه ایالتی ویکتوریا
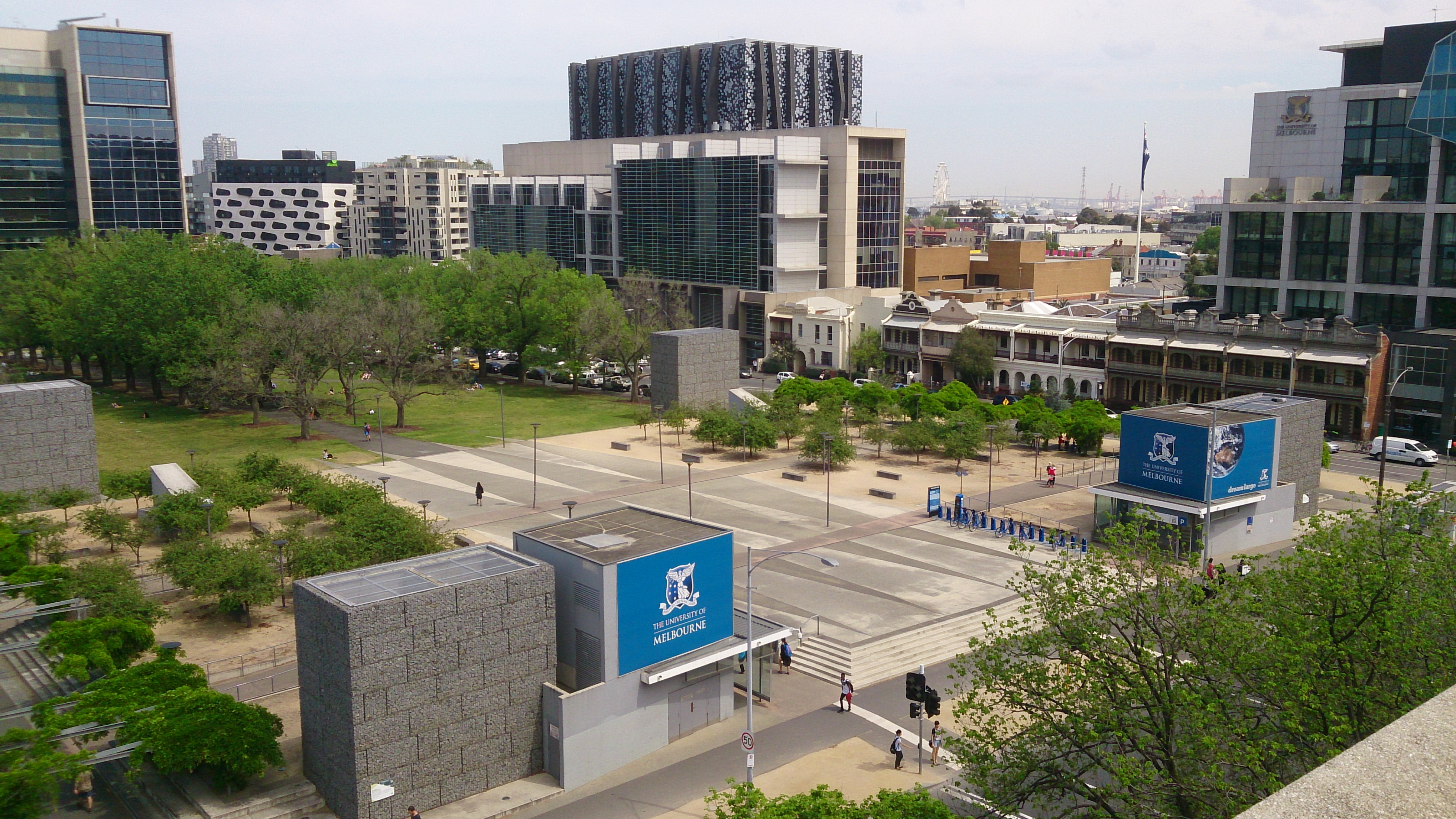
دانشگاه ملبورن
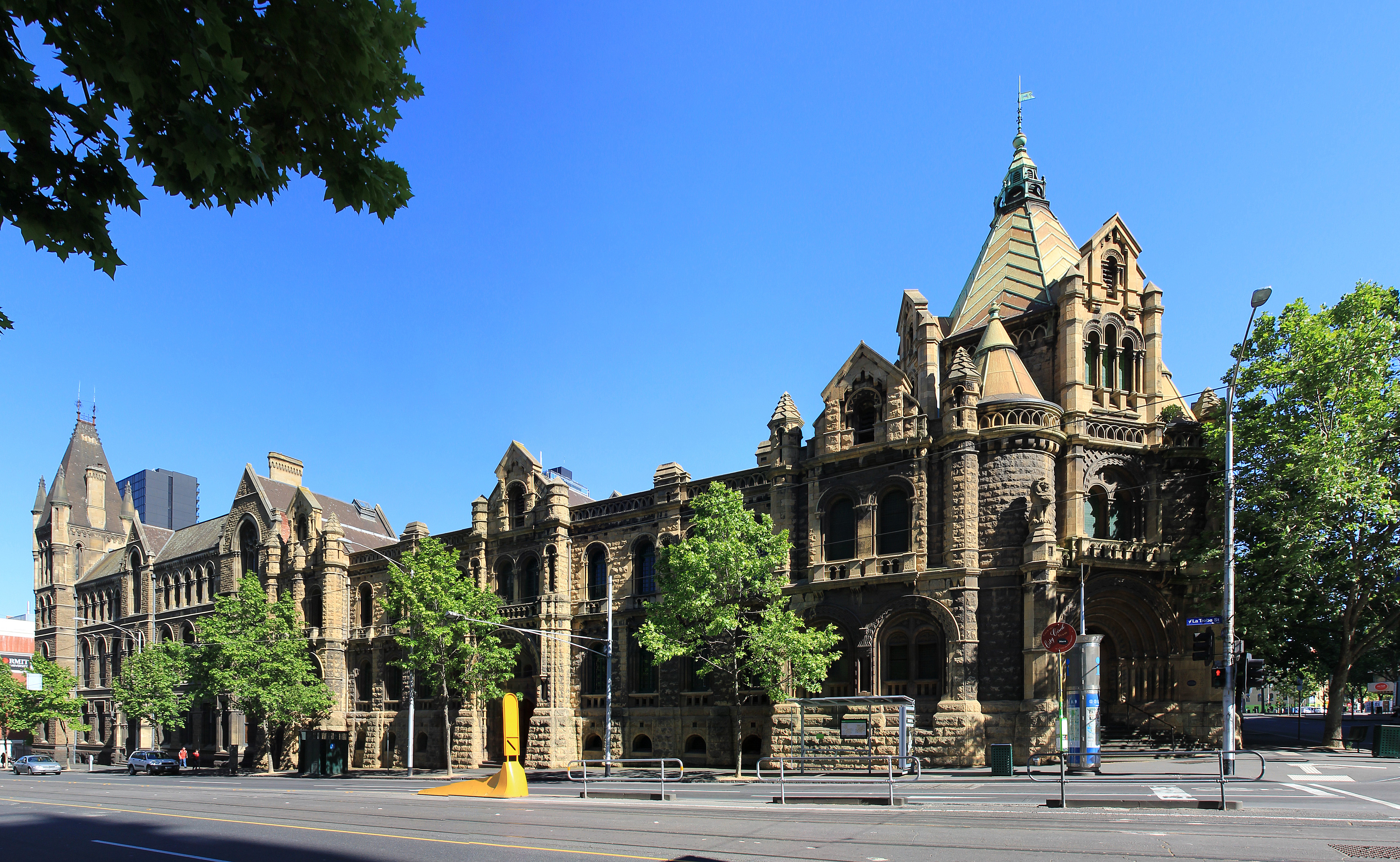
مؤسسه سلطنتی فناوری ملبورن
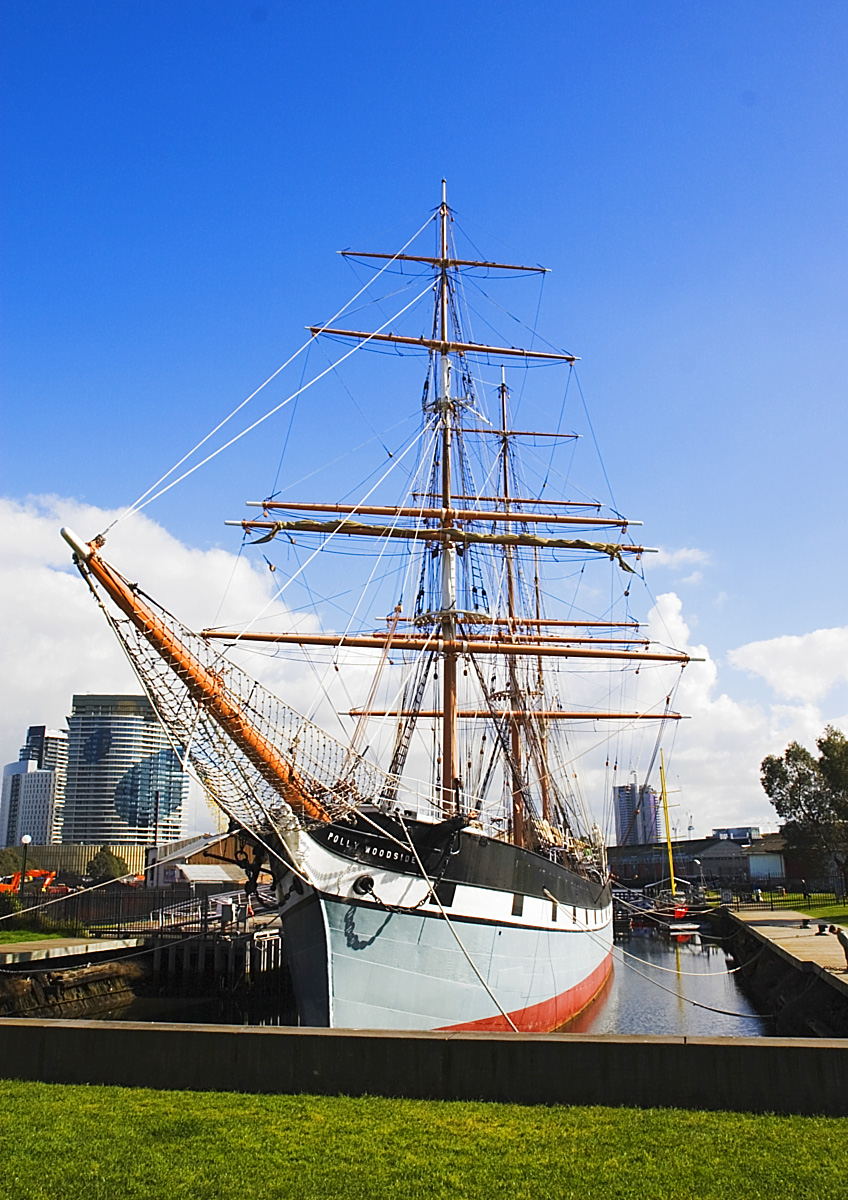
پالی وودساید